# Gastonia lorriemcwhinneyae
Gastonia lorriemcwhinneyae es una especie del género extinto Gastonia de dinosaurio tireóforo nodosáurido, que vivió a principios del período Cretácico, hace aproximadamente 125 millones de años, en el Barremiense, en lo que hoy es Norteamérica.  Gastonia lorriemcwhinneyae se diferencia de Gastonia burgei en tener un techo de cráneo plano, procesos paroccipitales más cortos y más estrechos, un proceso postacetabular que solo tiene un 36% de la duración del proceso preacetabular y un isquion que tiene un borde inferior liso y sin arrugas.
G. lorriemcwhinneyae, fue descrita por el miembro de Ruby Ranch en 2016 sobre la base de una gran cama de huesos, probablemente formada cuando un grupo murió en una sequía o por ahogamiento.